# متحف المعدن للفن الأفريقي المعاصر
متحف المعدن للفن الأفريقي المعاصر (بالفرنسية Le Musée d'Art Contemporain Africain Al Maaden)، ويعرف اختصارا ب(MACAAL)، هو متحف مستقل غير ربحي للفن المعاصر، يوجد بمراكش، وافتتح في نوفمبر 2016 بمناسبة الدورة الثانية والعشرين لمؤتمر الأمم المتحدة للتغير المناخي 2016، أما افتتاحه الدولي فكان في فبراير 2018. يترأسه عثمان لزرق.

## الفكرة والأصل والأهداف
وُلد مشروع متحف الفن الأفريقي المعاصر (MACAAL)من إرادة وفكرة اثنين من رعاته، وهما جامعيين شغوفين بالفن، يتعلق الأمر بفريدة وعلمي لزرق، وبدعم من شركة ألاينس للتنمية العقارية عبر مؤسسة ألاينس غير الربحية.
يهدف متحف الفن الإفريقي إلى دعم الإبداع الفني المغربي والإفريقي وتعزيز العرض الثقافي بالمدينة الحمراء مراكش، فهو يعمل على تقوية المساحة الثقافية والحيوية الفنية من خلال توسيع عرضها الثقافي.

## الموقع

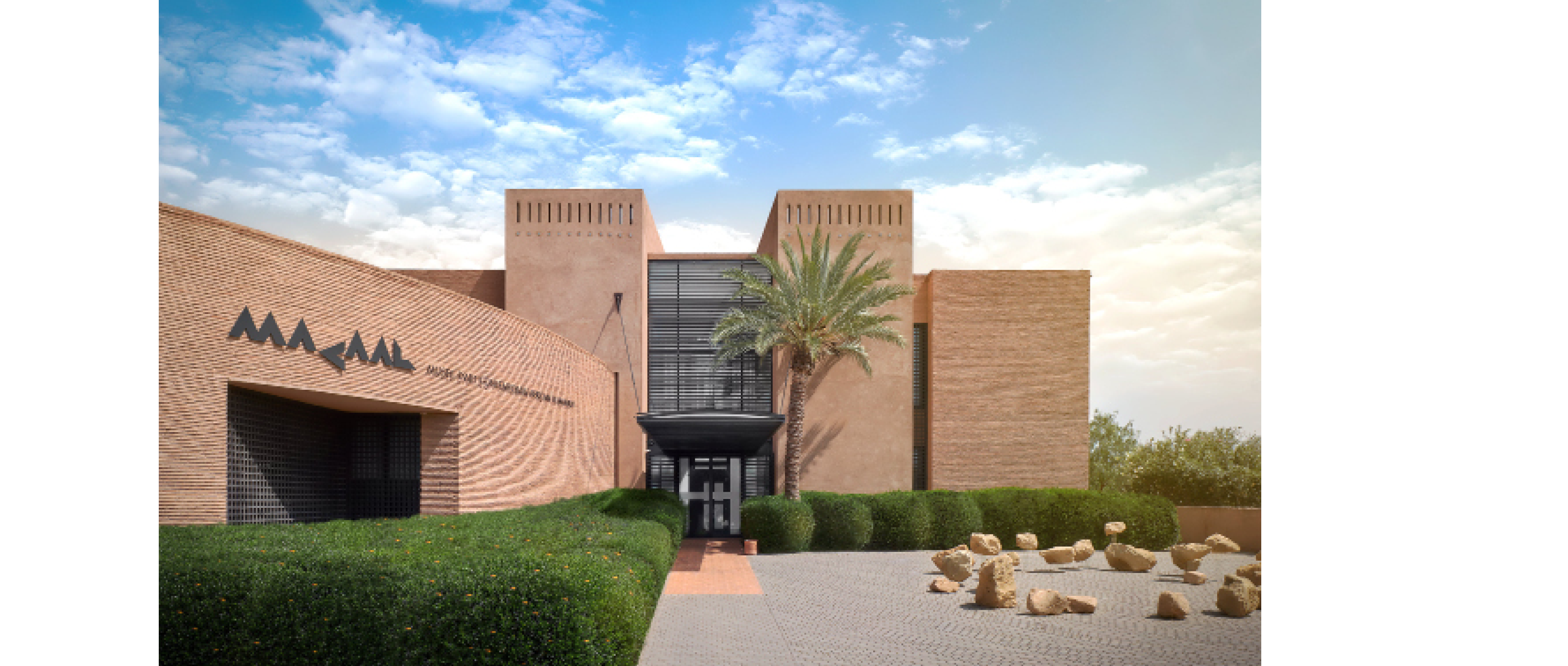
المتحف من الخارج

يقع متحف المعدن للفن الإفريقي المعاصر جنوب شرق مراكش، يضم المتحف مرافق أخرى منها ثلاثة ملاعب للغولف، ملعب المعدن وملعب أملكيس وملعب الغولف الملكي، المتحف مجاور لحي سيدي يوسف بن علي الشهير ويقابل حديقة المعدن للنحت.

### منتزه المعدن للنحت
يقع منتزه المعادن للنحت، الذي افتتح في عام 2013، في موقع منتجع المعادن للغولف، وهو ملعب غولف خصب عند سفح الأطلس الكبير.

### أهم المعارض
- مناظر طبيعية، فنانون أفارقة معاصرون مع البيئة (نونبر 2016- مارس 2017)[9]
- الشهر الإلكتروني، سيرة الذاتية لمجموعة (25 مارس 2017-5 فبراير 2018 )
- أفريقيا ليست جزيرة (27 فبراير إلى 29 يوليوز 2018)[10]
- الحياة الثانية (27 فبراير 2018 إلى 6 يناير 2019)
- الكتابات الباطنية (27 سبتمبر 2018 - 6 يناير 2019)[11]
- الجنون المادي (26 فبراير - 15 غشت 2019)[12]
- مرحبًا بك في المنزل (12 سبتمبر 2019 - 5 يناير 2020)
- موجات جديدة: محمد المليحي وفنانو مدرسة الدار البيضاء (21 سبتمبر 2019 - 5 يناير 2020)[13]
- هل رأيت أفقًا مؤخرًا؟ (25 فبراير - 19 يوليو 2020)[14]
- مرحبا بكم في المجلد الثاني (24 أكتوبر 2020-28 فبراير 2021)[15]
- Tempus Fugit (19 دجنبر2020-21 فبراير 2021)[16]
- الغرباء / المطلعون؟ فنانو الصويرة من مجموعات Fondation Alliance and Fundación Yannick y Ben Jakober (11  مارس  - 14 نونبر 2021)[17]
- الفن، لعبة جادة (27 نونبر 2021-17 يوليوز 2022)[18]
- أرضنا مثل الحلم (24 شتنبر 2022-16 يوليوز 2023)[19]

## روابط خارجية
- "À propos / MACAAL". MACAAL. مؤرشف من الأصل في 2023-04-17. اطلع عليه بتاريخ 2020-09-17.
- | ضبط استنادي | ضبط استنادي                                   |
| ----------- | --------------------------------------------- |
| دولية       | - ملف الضبط الاستنادي الافتراضي الدَّولي (VIAF) |
| أخرى        | - النظام الجامعي للتوثيق (IdRef)              |